# Incisiv

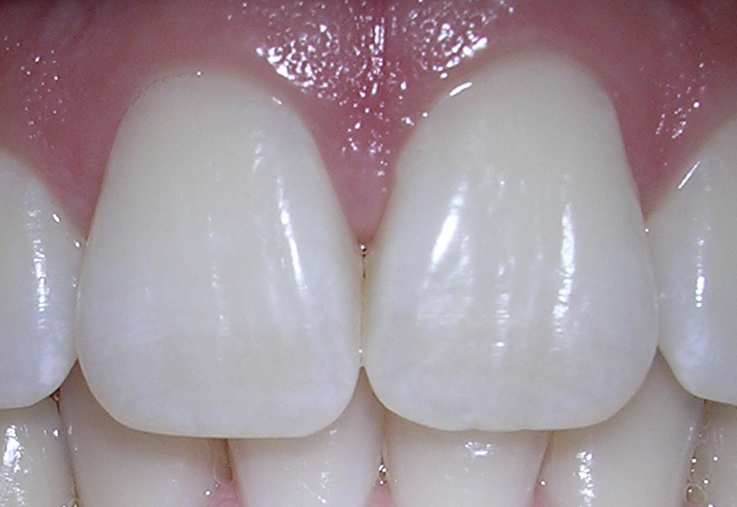
Dinţii unui om - incisivii

Incisivii sunt dinții frontali, localizați între canini, atât în partea superioară, cât și în partea inferioară a danturii. 
Dantura umană are în compoziție opt incisivi: doi incisivi centrali superiori, doi incisivi laterali superiori, doi incisivi centrali inferiori și doi incisivi laterali inferiori. 
Incisivii au rolul de a tăia mâncarea.